# Boulder Dash
Boulder Dash est une série de jeux vidéo créée par Peter Liepa en 1984.

## Titres
- 1984 - Boulder Dash — Arcade, Amiga, Amstrad CPC, Apple II, Atari 8-bit, Commodore 64, DOS, FM-7, IBM PC, MSX, TI-86, ZX Spectrum, ColecoVision, Epoch Super Cassette Vision, Game Boy, Nintendo, iOS, Android
- 1985 - Boulder Dash II: Rockford's Revenge — Amstrad CPC, Commodore 64, DOS, MSX, ZX Spectrum
- 1986 - Boulder Dash III — Amstrad CPC, Commodore 64, MSX, ZX Spectrum
- 1986 - Boulder Dash Construction Kit — Amiga, Amstrad CPC, Atari ST, Commodore 64, DOS, ZX Spectrum
- 1988 - Rockford — Arcade, Amiga, Atari ST, Commodore 64, DOS, Amstrad CPC, Atari 8-bit, ZX Spectrum
- 2002 - Boulder Dash EX — Game Boy Advance
- 2003 - Boulder Dash: Treasure Pleasure — Windows (JAVA)
- 2003 - Boulder Dash: M.E. — Téléphones mobiles
- 2006 - Boulder Dash: M.E. 2 — Téléphones mobiles
- 2007 - Boulder Dash: Rocks! — Nintendo DS, PlayStation Portable, iOS, BlackBerry
- 2009 - Boulder Dash Vol. 1 — iOS
- 2011 - Boulder Dash-XL — Xbox 360, Windows, iOS
- 2012 - Boulder Dash-XL 3D — Nintendo 3DS
- 2013 - Boulder Dash: The FULL Collection — Ouya
- 2014 - Boulder Dash 30th Anniversary — Windows, Mac, iOS